# Phyllanthus natoensis
Phyllanthus natoensis är en emblikaväxtart som beskrevs av Maurice Schmid. Phyllanthus natoensis ingår i släktet Phyllanthus och familjen emblikaväxter. Inga underarter finns listade i Catalogue of Life.